# Weggebruiker
Een weggebruiker is een persoon die deelneemt aan het verkeer op de openbare weg.

## Nederland

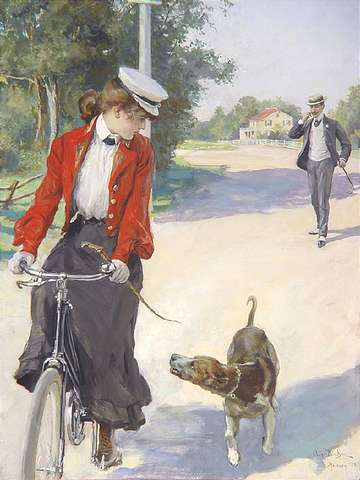
Oscar Bluhm: „Verfolgt“ (achtervolgd)

Weggebruikers zijn in Nederland onderverdeeld in verschillende categorieën, te weten:
- voetgangers
- fietsers
- bromfietsers
- bestuurders van een gehandicaptenvoertuig
- bestuurders van een motorvoertuig of tram
- ruiters
- geleiders van rij- of trekdieren of vee
- bestuurders van bespannen of onbespannen wagen

In het Reglement verkeersregels en verkeerstekens 1990 wordt ook wel gesproken over bestuurders, waarmee dan alle weggebruikers met uitzondering van voetgangers worden bedoeld.